# Discoloma fryi
Discoloma fryi là một loài bọ cánh cứng trong họ Discolomatidae. Loài này được Horn miêu tả khoa học năm 1878.